# Erich Wiesner (Politiker, 1927)
Erich Wiesner (* 14. Juni 1927 in Altheim; † 24. November 2001 in Ried im Innkreis) war ein österreichischer Industrieller und Politiker (ÖVP). Von 1967 bis 1991 war er Abgeordneter zum Oberösterreichischen Landtag.

## Leben
Erich Wiesner wurde am 16. Juni 1927 als Sohn des Baumeisters Rudolf Wiesner (1896–1966) und dessen Ehefrau Theresia (geborene Huber; 1896–1982), einer Angestellten, als eines von sechs Kindern geboren. Er besuchte die Volksschule in Altheim und die Hauptschule in Braunau am Inn, anschließend absolvierte er die HTL Mödling und die HTBLuVA Salzburg, die er mit der Kriegsmatura abschloss. 1944 wurde Wiesner zur Wehrmacht eingezogen; von 1945 bis 1946 war er in Berlin und Sachsen in Kriegsgefangenschaft. Danach studierte er an der Technischen Hochschule Wien, wo er 1952 zum Dr. techn. promovierte. Während dieser Zeit kam er auch in Kontakt mit der in Wien ansässigen und im Jahre 1900 gegründeten KÖStV Kürnberg, einer farbentragenden und nichtschlagenden Studentenverbindung und Mitglied des Österreichischen Cartellverbandes (ÖCV), deren Mitglied er am 8. Oktober 1947 wurde und den Couleurnamen Hannibal erhielt. Im Wintersemester 1949/50, sowie im Sommersemester 1950 trat Wiesner innerhalb der KÖStV Kürnberg als Senior in Erscheinung; im Sommersemester 1950 war sein Consenior Karl Kehrer, der auch sein Nachfolger als Senior wurde. Einer seiner Leibfüchse war der Journalist und Autor Hubert Feichtlbauer.
Nach dem Studium trat Wiesner in den elterlichen Betrieb, die Firma Wiesner-Hager KG, ein. 1960 wurde er dort Gesellschafter, nach dem Tod seines Vaters im Jahr 1966 Komplementär. Er leitete die Abteilung Hoch- und Tiefbau und erweiterte den Betrieb um den Dach- und Hallenbau aus Holzleimbindern. 1991 zog sich Wiesner aus der Unternehmensleitung zurück.
Neben seiner beruflichen Tätigkeit war Wiesner auch in den jeweiligen Berufsgenossenschaften und Interessensvertretungen aktiv. Er war Mitglied der Wirtschaftskammer Oberösterreich, wo er als Landesinnungsmeister der Zimmerer und als Bezirksobmann des Wirtschaftsbundes Braunau am Inn fungierte. Zudem war Wiesner Mitglied des Bundesholzwirtschaftsrates und der Österreichischen Gesellschaft für Holzforschung, Wissenschaftlicher Beirat im Bauten- und Handelsministerium und Obmann des Leimbauverbandes. Daneben war er Aufsichtsratsmitglied der Vereinigten Metallwerke Ranshofen.
Wiesner war seit 21. Mai 1956 mit Elisabeth (geborene Maier; * 1929) verheiratet; das Paar hatte fünf Kinder. Sein Neffe Markus (* 1956), ein Sohn seines Bruders Rudolf (1926–1993), – beide gehörten ebenfalls der KÖStV Kürnberg an – stieg nach seinem Studium in den Jahren 1984/85 in das Familienunternehmen ein, übernahm 1990 die Geschäftsführung und leitet es noch heute (Stand: 2019).

## Politik
1954 wurde Wiesner Organisationsreferent der ÖVP Braunau und Obmann des Wirtschaftsbundes Altheim. Von 1960 bis 1970 war er Bezirksobmann der ÖVP Braunau, ab 1966 zudem Bezirksobmann des Wirtschaftsbundes Braunau. Von 1967 wurde Wiesner in den Oberösterreichischen Landtag gewählt, dem er bis 1991 angehörte. Dort war er langjähriges Mitglied der Ausschüsse für volkswirtschaftliche Angelegenheiten, Finanzen sowie für allgemeine und innere Angelegenheiten.

## Auszeichnungen
1994 wurde Wiesner das Goldene Ehrenzeichen des Landes Oberösterreich verliehen; zudem war er Träger der Julius-Raab-Medaille des Österreichischen Wirtschaftsbundes sowie des Berufstitels Baurat.